# Selachops intiba
Selachops intiba är en tvåvingeart som beskrevs av Zlobin 1983. Selachops intiba ingår i släktet Selachops och familjen minerarflugor. Inga underarter finns listade i Catalogue of Life.